# NGC 6948
NGC 6948 é uma galáxia espiral (Sa) localizada na direcção da constelação de Indus. Possui uma declinação de -53° 21' 26" e uma ascensão recta de 20 horas, 43 minutos e 28,9 segundos.
A galáxia NGC 6948 foi descoberta em 24 de Julho de 1835 por John Herschel.